# Condado de Delaware (Nueva York)
El condado de Delaware (en inglés: Delaware County) fundado en 1797 es un condado en el estado estadounidense de Nueva York. En el 2000 el condado tenía una población de 48,055 habitantes en una densidad poblacional de 13 personas por km². La sede del condado es Delhi.

## Geografía
Según la Oficina del Censo, el condado tiene un área total de 3802 km² (1468,0 mi²), de la cual 3745 km² (1445,9 mi²) es tierra y 57 km² (22,0 mi²) (1.48%) es agua.

## Demografía
En el 2000 la renta per cápita promedia del condado era de $32,461, y el ingreso promedio para una familia era de $39,695. En 2000 los hombres tenían un ingreso per cápita de $27,732 versus $22,262 para las mujeres. El ingreso per cápita para el condado era de $17,357 y el 12.90% de la población estaba bajo el umbral de pobreza nacional.

## Transporte

### Carreteras
- Interestatal 88 (Senator Warren M. Anderson Expressway / Susquehanna Expressway)
- Ruta Estatal de Nueva York 17 (Southern Tier Expressway)
- Ruta Estatal de Nueva York 8
- Ruta Estatal de Nueva York 10
- Ruta Estatal de Nueva York 23
- Ruta Estatal de Nueva York 28
- Ruta Estatal de Nueva York 30
- Ruta Estatal de Nueva York 97
- Ruta Estatal de Nueva York 206

## Pueblos, villas, y otras localidades
- Andes (aldea)
- Andes (pueblo)
- Bovina (pueblo)
- Colchester (pueblo)
- Davenport (pueblo)
- Davenport Center (lugar designado por el censo)
- Delhi (villa)
- Delhi (pueblo)
- Deposit (villa)
- Deposit (pueblo)
- Downsville (lugar designado por el censo)
- Fleischmanns (villa)
- Franklin (villa)
- Franklin (pueblo)
- Hamden (pueblo)
- Hancock (villa)
- Hancock (pueblo)
- Harpersfield (pueblo)
- Hobart (villa)
- Kortright (pueblo)
- Margaretville (villa)
- Masonville (pueblo)
- Meredith (pueblo)
- Middletown (pueblo)
- Roxbury (pueblo)
- Sidney (villa)
- Sidney (pueblo)
- Stamford (villa)
- Stamford (pueblo)
- Tompkins (pueblo)
- Walton (villa)
- Walton (pueblo)